# Za vlast Sovetov
Za vlast Sovetov (russisk: За власть Советов) er en sovjetisk spillefilm fra 1956 af Boris Bunejev.